# 17de Oscaruitreiking
De 17de Oscaruitreiking, waarbij prijzen worden uitgereikt aan de beste prestaties in films in 1944, vond plaats op 15 maart 1945 in het Grauman’s Chinese Theater, in Hollywood, Californië. De ceremonie werd gepresenteerd door John Cromwell en Bob Hope.
De grote winnaar van de 17de Oscaruitreiking was Going My Way, met in totaal 10 nominaties en 7 Oscars.

## Winnaars

### Films
| Categorie          | Winnaar           | Regie           |
| ------------------ | ----------------- | --------------- |
| Beste Film         | Going My Way      | Leo McCarey     |
| Beste Documentaire | The Fighting Lady | Edward Steichen |

### Acteurs
| Categorie                  | Winnaar          | Film                      |
| -------------------------- | ---------------- | ------------------------- |
| Beste Mannelijke Hoofdrol  | Bing Crosby      | Going My Way              |
| Beste Vrouwelijke Hoofdrol | Ingrid Bergman   | Gaslight                  |
| Beste Mannelijke Bijrol    | Barry Fitzgerald | Going My Way              |
| Beste Vrouwelijke Bijrol   | Ethel Barrymore  | None But the Lonely Heart |

### Regie
| Categorie       | Winnaar     | Film         |
| --------------- | ----------- | ------------ |
| Beste Regisseur | Leo McCarey | Going My Way |

### Scenario
| Categorie                | Winnaar                      | Film         |
| ------------------------ | ---------------------------- | ------------ |
| Beste Origineel Scenario | Lamar Trotti                 | Wilson       |
| Beste Bewerkt Scenario   | Frank Butler en Frank Cavett | Going My Way |

### Speciale prijzen
| Categorie                             | Winnaar          |  |
| ------------------------------------- | ---------------- |  |
| Honorary Award                        | Bob Hope         |  |
| The Irving G. Thalberg Memorial Award | Darryl F. Zanuck |  |